# Johann Nicolaus Haage (Gärtner, 1826)
Johann Nicolaus Haage (* 13. Februar 1826; † 9. August 1878 bei Mürren) war ein deutscher Kunst- und Handelsgärtner und Mitinhaber der Erfurter Samen- und Pflanzenhandlung Haage & Schmidt. Sein offizielles botanisches Autorenkürzel lautet „J.N.Haage“.

## Leben und Wirken

Titelblatt des ersten von Johann Nicolaus Haage veröffentlichten Haupt-Verzeichniss über Samen und Pflanzen aus dem Jahr 1861.

Johann Nicolaus Haage war der jüngste Sohn von Johann Heinrich Haage dem Jüngeren (1778–1826) und dessen zweiter Ehefrau Christiana Nettwald. Seine Mutter arbeitete als Viktualienhändlerin in der Neuen Gasse in Erfurt. Seine Geschwister waren Katharina Elisabeth (1810–1873), Maria Magdalena (1811–?); Regina Christina (1813–1813), Johann Michael (1814–1817), Johann Heinrich Elias (1816–1817), Johann August Heinrich (1818–1824), Conrad Christian (1820–1850), Christian Michael (1822–1822) und Carl August (1824–?) sowie die aus der ersten Ehe mit Anna Magdalena Kayser, der Tochter des Braumeisters Johann Zacharias, entstammenden Brüder Johann Zacharias (1803–1861) und August Wilhelm (1805–1810).
1839 begann er eine Lehre bei seinem Vetter zweiten Grades Friedrich Adolph Haage in dessen Handels- und Samengärtnerei Friedrich Adolph Haage jun. 1844 ging Haage nach England und arbeitete zunächst in den Hugh Low (1793–1863) gehörenden Clapton Nurseries in Clapton, heute ein Teil des London Borough of Hackney. Anschließend wechselte er nach Edinburgh, wo er sieben Jahre in der von Charles Lawson (1794–1873) geleiteten Samen- und Gartenbaufirma Peter Lawson & Son hauptsächlich im Samengeschäft tätig war. 1852 kehrte Haage in den Betrieb seines Vetters Friedrich Adolph Haage zurück und fungierte als Geschäftsführer.
1861 machte sich Haage selbstständig und veröffentlichte noch im gleichen Jahr sein erstes Haupt-Verzeichniss über Samen und Pflanzen. Am 1. August 1862 wurde bekanntgegeben, dass seine Firma und die Erfurter Samen- und Pflanzenhandlung von Johann Christoph Schmidt (1803–1868) ihre Geschäfte unter dem gemeinsamen Namen Haage & Schmidt fortführen würden. Zweiter Inhaber neben Haage wurde Johann Christoph Schmidts ältester Sohn Ernst Schmidt (1834–1902). Der Hauptsitz der Firma Haage & Schmidt befand sich in der Erfurter Schlösserstraße 17. Am 1. Juli 1864 wurde außerhalb der Stadt Erfurt an der ehemaligen Kersplebener Chaussee die eigentliche Handelsgärtnerei gegründet. Haage war für das Samengeschäft verantwortlich und Schmidt beaufsichtigte die Pflanzenkulturen. Zehn Jahre nach der Firmengründung umfasste das Haupt-Verzeichniss über Samen und Pflanzen bereits etwa 16.000 Positionen.
Johann Nicolaus Haage verunglückte am 9. August 1878 bei einem Ausflug in der Nähe von Mürren im Berner Oberland.
Die Staude Gomphrena haageana aus der Familie der Amaranthaceae ist nach ihm benannt.

## Nachweise

## Weiterführende Literatur
- Ilsabe Schalldach, Clemens Alexander Wimmer: Die Erfurter Handelsgärtnerei Haage & Schmidt und ihre Kataloge. In: Zandera. Band 27, Nr. 2, 2012, S. 78–87 (JSTOR:44696339).